# 日本船舶艦艇命名慣例
日本船舶艦艇的命名慣例與西方國家有所不同。舉例而言，日本的戰艦從未以人名命名過。第二次世界大戰前，日本船艦的命名慣例經歷了多次修正才被確定。

## 民用船舶
根據日本《船舶法》的規定，凡懸掛日本國旗之民用船舶，均須取有船名，並至地方海事主管機關登錄並註冊船籍港後，方可航行。日本商業船舶經常在船名最後加上「丸」字（まる），最早出現在1187年文獻所提及。目前已知第一艘以此慣例命名的日本船舶是豐臣秀吉大名16世紀時期艦隊的旗艦「日本丸」（にっぽんまる）。
關於船名加「丸」的起源，有「城郭說」（所圍的曲輪區域稱「丸」），「平安貴族自稱說」（那時常自稱「麿、麻呂」，後被當暱稱，麿＝麻呂＝まろ→丸）等等，除用在顯赫軍船或大船外，並無法解釋連漁船也用；於是又有從中國傳去的觀念「穢物驅邪說」，藉便器（おまる＝御丸→丸）稱之，以避開海上妖魔作祟。
1900年頒布、1914年修訂的《船舶法受理手續》，第一條即規定船名末尾應加「丸」，雖在2001年廢止該條，但時至今日，依然有許多日本商船遵循此慣例命名。

## 軍艦

### 早期慣例
當大日本帝國海軍於1872年成立時，海軍省隨即向天皇提出可能的軍艦命名方案。帝國海軍成立之初，軍艦多是由征夷大將軍或日本氏族捐贈而來，因此原始的艦名會被保留，而不會更動。
1891年時，因為政府結構有所改變，故軍艦命名程序亦產生變化：首先由海軍省提供兩個艦名，再由侍從（類似英國的宮務大臣）交由天皇挑選。天皇可自兩個艦名中選擇其一，或自創艦名。
在甲午戰爭中被日本海軍所俘獲的清軍戰艦，其原始名稱被保留下來，但均改以日語發音。舉例而言，原屬清朝海軍的鎮遠號戰艦在被日軍俘獲後，雖名稱仍維持不變，但其發音已變為日語式的「ちんえん」（Chin'en）。
1876年時，海軍大臣被天皇賦予為魚雷艇命名的權限。1902年，海軍大臣又獲得驅逐艦的命名權。
1895年，時任海軍大臣的西鄉從道提出了將海軍艦艇命名規則標準化的想法。在他的規畫中，戰艦與巡洋艦將以令制國國名或神社名為命名標準，而其他艦艇則以日本國內的地名命名。
日本於日俄戰爭所繳獲的俄軍戰艦均被重新冠上日本風格的名字。其中部分戰艦是以繳獲地點或與戰爭相關的事物命名的，如繳獲的月份；其他戰艦則遵循甲午戰爭後日本為清軍戰艦命名的模式，保留其原始艦名，但以日語發音稱之。
1921年時，海軍大臣被賦予為戰艦、戰鬥巡洋艦與巡洋艦以外的所有艦艇命名的權力。

### 1905年海軍艦艇命名慣例的建立
1905年4月23日，海軍大臣山本權兵衛提出了一項新的艦艇命名方案；該方案後於1905年8月1日被採納，隨後實施。
- 戰艦：以令制國或其他日本地名命名
- 一等巡洋艦（包含排水量在7,500噸以上之艦艇）：以山嶽命名
- 二等巡洋艦（包含排水量在3,500噸以上但不足7,500噸之艦艇）：於艦名前加註「に」
- 三等巡洋艦（包含排水量在3,500噸以下之艦艇）：於艦名前加註「は」
- 其他艦艇：由海軍大臣任意取名

然而，由於二等巡洋艦與三等巡洋艦的命名規則隨著時間的推移而越趨複雜，因此後來改以河川命名。
這種命名規則後來又經歷了一些變化。下面列出各式艦艇的命名規則及部分範例。然而，並不是所有艦艇都遵循這樣的規則。
- 航空母舰[4]：特殊名稱（其中許多艦名源自於幕末與明治時代的戰艦名），主要可分為下列四種命名模式：[5]
  - 普通航空母艦：於艦名前或後加上龍（りゅう）、鶴（かく）或鳳（ほう）等吉祥生物名，以下為部分範例：
    - 鳳翔號航空母艦（ほうしょう）
    - 龍驤號航空母艦（りゅうじょう）
    - 飛龍號航空母艦（ひりゅう）
    - 翔鶴號航空母艦（しょうかく）
    - 大鳳號航空母艦（たいほう）

  - 其他用途艦艇改裝之航空母艦：於艦名後加上鳳（ほう），以下為部分範例：
    - 瑞鳳號航空母艦（ずいほう）
    - 千歲號航空母艦（ちとせ）與千代田號航空母艦（ちよだ）原先均為水上飛機母艦，轉為航空母艦時兩艦官兵共同決定保留原名，故未遵循此規則

  - 民用船隻改裝之航空母艦：於艦名後加上鷹（よう），以下為部分範例：
    - 隼鷹號航空母艦（じゅんよう）

  - 1943年6月4日後建成之航空母艦：以令制國與山嶽命名，以下為部分範例：
    - 天城號航空母艦（あまぎ）：得名自天城山
    - 葛城號航空母艦（かつらぎ）：得名自座落於奈良縣與大阪府邊界的大和葛城山（やまとかつらぎさん）
- 戰艦（包含改裝為航空母艦者）：以令制國命名，以下為部分範例：
  - 長門號戰艦（ながと）：得名自長門國

  - 大和號戰艦（やまと）：得名自大和國
  - 加賀號戰艦（かが，後改裝為航空母艦）：得名自加賀國
  - 扶桑號戰艦（ふそう）：得名自日本的別稱「扶桑」
- 戰鬥巡洋艦與重巡洋艦（包含改裝為航空母艦者）：以山嶽命名，以下為部分範例：
  - 金剛號戰艦（こんごう）：得名自金剛山
  - 霧島號戰艦（きりしま）：得名自霧島山
  - 赤城號航空母艦（あかぎ）：得名自赤城山

  - 鳥海號重巡洋艦（ちょうかい）：得名自鳥海山
- 輕巡洋艦（包含改裝為重巡洋艦者）：以河川命名，以下為部分範例：
  - 利根號重巡洋艦（とね）：得名自利根川

  - 筑摩號重巡洋艦（ちくま） ：得名自筑摩川（即千曲川，信濃川的上游段）
  - 鈴谷號重巡洋艦（すずや）：得名自今屬庫頁島的鈴谷川（すすやがわ）
  - 夕張號輕巡洋艦（ゆうばり／ゆふばり）：得名自北海道境內的夕張川（ゆうばりがわ）
- 訓練巡洋艦：以神社命名，以下為部分範例
  - 香取號訓練巡洋艦：得名自香取神宮
- 驅逐艦：驅逐艦的命名模式以時間作為畫分依據，可分為下列四種：
  - 1912年8月27日前：以天氣、風、潮汐、水流、水波、月亮、季節或其他自然現象或植物為命名依據
  - 1912年8月27日後至1921年10月12日前：這段期間的驅逐艦依一等驅逐艦或二等驅逐艦的不同，復可分為下列兩種命名模式：
    - 一等驅逐艦（包含排水量在1,000噸以上之驅逐艦）：以天氣、風、潮汐、水流、海流、水波、月亮、季節或其他自然現象為命名依據，以下為部分範例：
      - 雷號驅逐艦（いかずち／いかづち）
      - 雪風號驅逐艦（ゆきかぜ）
      - 滿潮號驅逐艦（みちしお／みちしほ）
      - 親潮號驅逐艦（おやしお／おやしほ）
      - 漣號驅逐艦（さざなみ）
      - 高波號驅逐艦（たかなみ）
      - 三日月號驅逐艦（みかづき）
      - 夕雲號驅逐艦（ゆうぐも／ゆふぐも）
      - 睦月號驅逐艦（むつき）
      - 若葉號驅逐艦（わかば）
      - 夕暮號驅逐艦（ゆうぐれ／ゆふぐれ）
      - 響號驅逐艦（ひびき）

    - 二等驅逐艦（包含排水量在600噸以上但不足1,000噸之驅逐艦）：以植物命名，以下為部分範例：
      - 楢級驅逐艦（なら，即橡樹）：同級艦共6艘，均以植物命名
      - 樅級驅逐艦（もみ，即樅樹）：同級艦共21艘，均以植物命名
      - 若竹級驅逐艦（わかたけ，即嫩竹）：同級艦共8艘，均以植物命名

  - 1921年10月21日後至1928年7月31日前：以八八艦隊計畫為命名依據，亦可依一等驅逐艦與二等驅逐艦的不同，分為下列兩種命名模式：
    - 一等驅逐艦（神風級、睦月級與吹雪級）：以數字「1」至「27」間的奇數與「28」以後的連續數字為命名依據，以下為部分範例：
      - 第1號驅逐艦（第一号駆逐艦）：後於1928年8月1日改名為神風號驅逐艦（かみかぜ）
      - 第46號驅逐艦（第四十六号駆逐艦）：後於1928年8月1日改名為敷波號驅逐艦（しきなみ）

    - 二等驅逐艦（若竹級）：以數字「2」至「26」間的偶數為命名依據，以下為部分範例：
      - 第18號驅逐艦（第18駆逐艦）：後於1928年8月1日改名為刈萱號驅逐艦（かるかや）

  - 1943年6月4日後：主要仍以自然現象與植物為命名依據；此外此時期的驅逐艦可分為甲型驅逐艦、乙型驅逐艦與丁型驅逐艦等三類（另有丙型驅逐艦，但其命名依據無法歸入此類，故不計入）：
    - 甲型驅逐艦：以雨水或潮汐命名，以下為部分範例：
      - 秋雨號驅逐艦（あきさめ，第5042號艦）：屬於改夕雲型驅逐艦，建造計畫於1943年8月11日被取消
      - 高潮號驅逐艦（たかしお，第5045號艦）：屬於改夕雲型驅逐艦，建造計畫於1943年8月11日被取消 

    - 乙型驅逐艦：以風、月亮、雲或季節命名，以下為部分範例：
      - 山月號驅逐艦（やまづき，第5061號艦）：建造計畫於1944年12月14日被取消
      - 雪雲號驅逐艦（ゆきぐも，第5069號艦）：建造計畫於1944年6月9日被取消
      - 南風號驅逐艦（はえ，第5076號艦）：建造計畫於1944年6月9日被取消
      - 早春號驅逐艦（はやはる，第5083號艦）：建造計畫於1944年6月9日被取消

    - 丁型驅逐艦：以植物命名，以下為部分範例：
      - 松號驅逐艦（まつ）
      - 梨號驅逐艦（なし）
      - 若草號驅逐艦（わかくさ，第4806號艦）：建造工程於1945年3月被中止
- 魚雷艇：以時間為劃分依據，可分為下列兩種命名模式：
  - 1924年1月15日前：復可分為一等魚雷艇與二等魚雷艇、三等魚雷艇兩類，僅一等魚雷艇的命名依據較為特殊：
    - 一等魚雷艇（排水量在120噸以上者）：以鳥類命名，以下為部分範例：
      - 隼型魚雷艇（はやふさ）

    - 二等魚雷艇與三等魚雷艇（排水量在120噸以下者）：以數字「1」以後的連續數字為命名依據，以下為部分範例：
      - 第21號型魚雷艇

  - 1931年5月30日後：以鳥類命名，以下為部分範例：
    - 千鳥型魚雷艇（ちどり）
    - 雉號魚雷艇（きじ）
- 潛水艇：以時間為劃分依據，可分為下列兩種命名模式：
  - 1924年10月31日前：以數字「1」以後的連續數字為命名依據，以下為部分範例：
    - 第一型潛水艇（第一型潜水艦）
    - 第44號潛水艇（第44号潜水艦）

  - 1924年11月1日後：復可分為一等潛艦、二等潛艦與三等潛艦三種，其命名依據各有不同：
    - 一等潛艦（排水量在1,000噸以上者）：以漢字「伊」後加上數字「1」以後的連續數字為命名依據；其「伊」字取自《伊呂波歌》：
      - 伊號第一潛艦（いごうだいいちせんすいかん）
      - 伊號第51潛艦（いごうだいごじゅういちせんすいかん）：即海大一型潛艦（海軍式大型潜水艦）

    - 二等潛艦（排水量在500噸以上但不足1,000噸者）：以漢字「呂」後加上數字「1」以後的連續數字為命名依據；其「呂」字取自《伊呂波歌》：
      - 呂一型潛艦（ろいちがたせんすいかん）

    - 三等潛艦（排水量不足500噸者）：以漢字「波」後加上數字「1」以後的連續數字為命名依據；其「波」字取自《伊呂波歌》；三等潛艦於1931年5月30日被併入二等潛艦，故不再使用「波」作為命名依據：
      - 波號第一潛艦（はいちがたせんすいかん）
      - 波號第九潛艦（はきゅうがたせんすいかん）
- 巡邏艦：以風景優美或具有歷史重要性的地點命名，以下為部分範例：
  - 安宅號巡邏艦（あたか）：安宅是鎌倉時代的一處關口
  - 須磨號巡邏艦（すま）：須磨區是神戶市的一處景點
- 海防艦：以時間為劃分依據，可分為下列兩種命名模式：
  - 1942年6月30日前：以島嶼命名，以下為部分範例：
    - 占守號海防艦（しむしゅ）：得名自千島群島中的占守島

  - 1942年7月1日後：可分為甲型海防艦與乙型海防艦、丙型海防艦、丁型海防艦等三類命名模式：
    - 甲型海防艦與乙型海防艦：以島嶼命名，以下為部分範例：
      - 擇捉型海防艦（えとろふ）：得名自擇捉島
      - 沖繩號海防艦（おきなわ）：得名自沖繩島

    - 丙型海防艦：以數字「1」以後的奇數數字為命名依據
    - 丁型海防艦：以數字「2」以後的偶數數字為命名依據
- 潛水母艦：以鯨魚命名，以下為部分範例：
  - 迅鯨型潛水母艦（じんげい）
- 水上飛機母艦：以抽象名詞、慣用語或過去在戰爭中有功績的艦艇命名，以下為部分範例：
  - 千歲號水上飛機母艦（ちとせ，後被改裝為航空母艦）：以長壽之意命名
  - 瑞穗號水上飛機母艦（みずほ）：得名自日本的別稱「瑞穗」
  - 日進號水上飛機母艦（にっしん）：得名自日進號裝甲巡洋艦（にっしん）
  - 秋津洲號水上機母艦（あきつしま）：得名自秋津洲號防護巡洋艦（あきつしま）
- 佈雷艦：佈雷艦的命名模式主要可分為充任佈雷艇的戰艦、充任佈雷艇的魚雷艇或纜線鋪設艇以及輔助佈雷艇等三種：
  - 充任佈雷艇的戰艦：以島嶼、群島、古代戰役或古戰場命名，以下為部分範例：
    - 嚴島號佈雷艦（いつくしま）：得名自嚴島之戰
    - 沖島號佈雷艦（おきのしま）：得名自對馬海峽海戰的戰場沖之島（おきのしま）
    - 八重山號佈雷艦（やえやま）：得名自八重山群島

  - 充任佈雷艇的魚雷艇或纜線鋪設艇： 以海岬、極點、島嶼或小島命名，以下為部分範例：
    - 測天型佈雷特務艇（そくてんがたふせつとくむてい）：測天島是澎湖眾多島嶼之一
    - 白神號佈雷艦（しらかみ）：得名自白神岬（しらかみみさき）

  - 輔助佈雷艇：以數字命名，以下為部分範例：
    - 第1號佈雷特務艇（だいいちごうがたふせつとくむてい）
- 港口佈網艇（急設網艦）：佈網艇的命名模式可依不同艦艇類型分為下列兩種：
  - 充任佈網艇的戰艦：這類佈網艇尚可依時間的不同分為下列兩種命名模式：
    - 1943年6月3日前：在船名後加上鷹字（たか），以下為部分範例：
      - 白鷹號佈網艇（しらたか）

    - 1943年6月4日後：以鳥類命名，以下為部分範例：
      - 初鷹號佈網艇（はつたか）

  - 專門佈網艇：以鳥類命名，以下為部分範例：
    - 燕型佈網艇（つばめ）
- 輔助艦艇：輔助艦艇的命名模式主要可分為下列兩種：
  - 運煤艦、油輪、破冰船、修補艇、自走靶艦與彈藥運輸艦：以海岬、極點、海峽、水道、海灣或港口命名，以下為部分範例：
    - 若宮號水上飛機母艦（わかみや）：原先定位為運輸艦；得名自今屬隱岐群島的若宮岬
    - 明石號修補艇（あかし）：得名自明石市與淡路島間的明石海峽 
    - 野島號運煤艦（のしま）：得名自位於房總半島的野島崎（のじまざき）
    - 速吸號油輪（はやすい／はやすひ）：得名自舊稱「速吸瀬戶」的豐予海峽
    - 大泊號破冰船（おおとまり／おほとまり）：得名自庫頁島南部的大泊町（おおどまり，即今科爾薩科夫）

  - 掃雷艦、登陸艇、輸送艦、巡防艇、魚雷快艇與獵潛艦：以數字命名，以下為部分範例：
    - 第1號掃雷艇（だいいちごうがたそうかいてい）
    - 第1號輸送艦（だいいちごうがたゆそうかん）
    - 第1號巡防艇（だいいちごうがたしょうかいてい）
    - 第1號魚雷快艇（だいいちごうがたぎょらいてい）
    - 第1號獵潛艦（だいいちごうがたくせんてい）
- 其他用途艦艇：這類艦艇無法歸入上述任何類型中，且自有其命名依據：
  - 貨輪與打撈船：以橋梁、宿場或主幹道命名，以下為部分範例：
    - 駒橋號潛水母艦（こまはし）：駒橋宿是甲州街道的一個宿場（類似今日的公路休息站）

  - 修補艇：以海峽或地峽命名
  - 1937年1月22日後建成且排水量在600噸以上的打撈船與砲艇：以與海軍鎮守府相關的事物命名，以下為部分範例：
    - 立神型救難船兼拖曳船（たてがみ）：得名自佐世保鎮守府內的立神停泊所
    - 波島號救難船兼拖曳船（はしま）：於1940年10月25日改名為笠島號（かさしま）；得名自橫須賀鎮守府內的一座小島

  - 其他雜務艦艇：以數字命名

### 第二次世界大戰後
第二次世界大戰前、中的大日本帝國海軍艦艇均遵循以漢字命名的模式，即所有艦艇名稱均須以漢字書寫；戰爭結束後，新成立的日本海上自衛隊並未承襲這項傳統，並改以平假名書寫艦艇名稱，試圖與舊時代的帝國海軍作出區隔。同时，“军舰”一词被废弃，所有舰艇一律改称为“护卫舰”（英语对应称呼仍為为Japanese Defense Ship）。
但值得注意的是，作为舰级称呼的巡防舰（Frigate，中国大陆地区称为护卫舰）和护卫舰（Corvette，中国大陆地区称为轻型护卫舰），日本海上自卫队称之为“フリゲート”和“コルベット”，即直接使用音译假名。
以下列出海上自衛隊的概略命名依據：
- 直升機航空母艦（DDH）：以山嶽與令制國命名
- 防空導彈驅逐艦（DDG）：以山嶽與天氣現象命名
- 驅逐艦（DD）：以天氣現象命名
- 護航驅逐艦（DE）：以河川命名
- 巡防艦（FFM）：以河川命名
- 潛水艇（SS）：以洋流海潮或傳說中的祥獸命名
- 補給艦（AOE）：以湖泊命名
- 船塢登陸艦與軍隊輸送艦（LST）：以半島命名
- 掃雷艦：以島嶼命名
- 掃雷母艦：以海峡命名
- 大型運輸艦：以半島命名
- 潜艦救難艦：以城郭命名
- 訓練艦：以神社命名
- 破冰艦：以冰河命名